# 뉴마켓역 (온타리오주)
뉴마켓역(Newmarket Station)은 캐나다 온타리오주 뉴마켓에 위치한 GO 트랜싯의 통근열차 노선인 배리선의 정차역이다. 이 역은 GO 트랜싯 버스, 요크 지역 교통의 비바와 일반 버스가 정차하는 뉴마켓 버스 터미널에서 동쪽으로 2km 가량 떨어져있다.

## 위치
뉴마켓역은 메트로링스가 소유한 뉴마켓선 34.2 마일 (55.0 km) 지점에 위치해있으며, 북쪽으로는 이스트귈림버리역, 남쪽으로는 오로라역이 있다. 이 역은 메인 스트리트와 데이비스 드라이브 동북쪽에 위치해있다.

## 역사

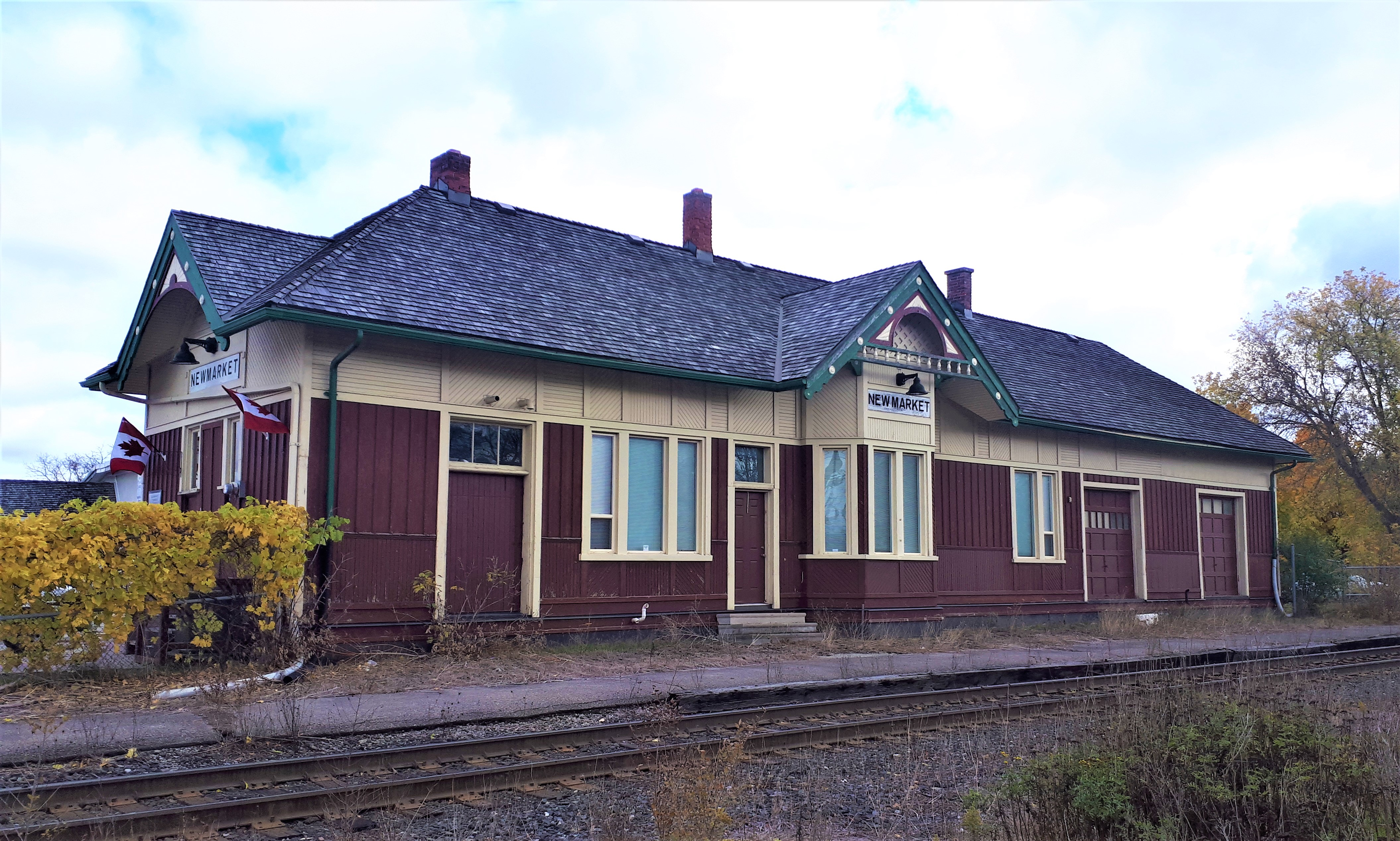
뉴마켓역 전 역사 모습

뉴마켓역은 1853년에 온타리오, 심코, 휴론 철도가 토론토에서 콜링우드까지 철도 노선을 건설하면서 개통하였다. 처음 지은 역 건물은 당시 인구가 몇 안 되었던 뉴마켓의 승객을 실어나르기에 적합한 단촐한 목조 건물이었다. 뉴마켓역이 개통한 지 4년 뒤에 뉴마켓이 마을이 되었고 인구는 700명이었다. 첫 열차는 1853년 6월 13일에 뉴마켓에 도착하였고 몇 년 뒤에 북쪽으로 노선이 연장되었다. 온타리오, 심코, 휴론 철도는 이후 1859년에 캐나다 북부 철도 (Northern Railway of Canada)가 되었고, 이후 역 소유주가 몇 차례 바뀌었다. 1879년에는 캐나다 북부 철도가 해밀턴 & 북서부 철도 (Hamilton & North-Western Railway)와 통합해 북부 & 북서부 철도 (Northern & North Western Railway)가 되었다. 철도의 궤간 또한 바뀌었는데 기존의 1,676.4mm 궤간이었던 뉴마켓선은 토론토에서 오로라를 거쳐 그레이븐허스트까지 표준궤인 1,435mm로 궤간이 바뀌었다. 이후 1888년, 북부 & 북서부 철도는 그랜드트렁크 철도에 흡수되고 1893년에 들어서서 뉴마켓역에는 하루 여덟 편의 여객열차가 정차하였다.
뉴마켓역의 두 번째 역사는 1900년에 그랜드트렁크 철도가 지은 건물로, 온타리오주 내 그랜드트렁크의 다른 건물과 유사한 건물로, 북쪽, 남쪽과 서쪽에 모임 지붕과 박공이 있는 직사각형 모양의 건물로 평판의 가로결이 다음 층의 같은 이음매와 일직선이 되게 외벽에 가로 댄 미늘판자벽 시공법을 채택하였다. 벽면보다 밖으로 튀어나온 내닫이창이 선로를 향해 역무원이 역무실로부터 선로 양방향을 바라볼 수 있도록 하였다. 1914년에 들어서서 뉴마켓역의 열차 정차 횟수는 하루 14회로 늘어났다. 그랜드트렁크 철도는 20세기 초반에 들어서서 재정난을 겪었고, 이에 따라 공기업인 캐나다 내셔널 철도로 1923년에 인수되었다.
20세기 중반에 들어서서 자가용이 성행하면서 뉴마켓역의 승객 수는 감소세였다. 1952년에 철도 노선과 나란히 달리는 400번 고속도로가 개통하면서 철도 수요가 고속도로로 대거 흡수되었다. 뉴마켓에 정차하는 열차 횟수는 1955년에 들어서서 거의 절반인 하루 8회로 줄어들었다. 이후 뉴마켓역의 여객 취급은 거의 중단되다시피 했는데, 1972년 캐나다 내셔널 철도는 토론토와 배리 간을 운행하는 통근열차를 5주 동안 시범으로 운행하였다. 통근열차 운행은 성공을 거두었지만 뉴마켓역에 통근열차 운행이 재개된 건 2년 뒤인 1974년이었다. CN이 운행하던 이 통근열차는 '배리 불릿'으로 불렸는데, 토론토와 배리를 하루 한 차례 운행하였다. 1976년에 CN 철도의 여객열차 운영은 VIA 철도로 이관되었고, VIA 철도는 이듬해에 별도의 공기업이 되었다. VIA 철도는 1981년 예산 감축 직전까지 배리 불릿 열차를 운행하였고, 이후에는 GO 트랜싯이 이 노선을 운행하기 시작하였다.
GO 트랜싯은 1987년에 도로 건너편의 태너리 몰에 새로운 역사를 짓기 전까지 기존 그랜드트렁크 철도의 역사를 이용하였다. 기존 역 건물은 뉴마켓이 매입하였고 역 건물은 1987년에 온타리오주 문화유산법에 따라 주 문화유산으로 지정되었고, 1992년에는 연방 문화유산으로도 지정되었다. 기존 역 건물은 외관이 복원되었고 지금은 뉴마켓 상공회의소 건물로 쓰인다.
2014년 3월부터 2015년까지 역 승강장 길이를 늘리고 주차장 보수, 대기 공간을 포함한 새로운 매표소 설치는 물론 교통 약자를 위한 접근성 공사가 이루어졌다.

## 역 구조
뉴마켓역은 직원이 상주하지 않는 무인역으로, 통근열차 티켓 구매나 카드 충전은 역에 있는 자동판매기에서 할 수 있다. 프레스토 카드가 없는 경우에는 신용카드나 체크카드를 단말기에 태그해 요금을 정산할 수도 있고, 스마트폰에서 GO 트랜싯 홈페이지에 들어가 이티켓 (e-ticket)을 구매할 수도 있다.
역 내부에는 대합실, 화장실, 와이파이, 공중전화가 있으며, 승강장에는 눈과 비를 피할 수 있는 쉼터가 있으며 겨울에는 난방도 된다. 역 건물과 승강장, 열차 내부는 휠체어 승객도 이용할 수 있으며, 승강장 중앙에 있는 휠체어 전용 램프를 통해 휠체어 승객들도 열차에 오를 수 있다. 환승 주차장에는 최대 48시간 동안 무료 주차가 가능하며, 뉴마켓역을 자주 이용하는 승객들은 전용 주차 공간을 사전에 예약할 수도 있다. 또한 이 역으로 카풀해서 오는 승객들을 위한 카풀 전용 주차 공간도 있다. 환승 주차장에는 271대 규모의 주차 공간이 있다. 이 역에는 또한 자전거를 타고 오는 승객들을 위한 자전거 거치대도 마련되어 있다.
GO 트랜싯과 요크 지역 교통 버스는 역 앞에 있는 데이비스 드라이브에 위치한 버스 정류장에서 승차할 수 있다.

## 운행 계통
2023년 6월 기준 배리선 열차는 토론토 방면 평일 오전에 8회 운행하며, 반대 방향으로는 평일 오후에 앨런데일 워터프론트 방면 7대, 브래드퍼드 방면 열차가 1대 정차한다. 주말에는 토론토와 앨런데일 워터프론트 방면 열차가 6대씩 정차한다. 나머지 시간대에는 토론토와 배리를 오가는 버스가 운행하며, 토론토 방면 버스는 중간에 오로라역에서, 배리 방면 버스는 행선지에 따라 중간에 이스트귈림버리역에서 갈아타야할 수도 있다.
배리선은 나중에 복선 전철화가 되는 대로 통근열차 운행 횟수가 늘어나게 되며, 매일 상시 운행을 목표로 두고 있다.

## 버스 연결편
뉴마켓역에서 이용할 수 있는 버스 노선은 아래와 같다. GO 트랜싯과 요크 지역 시내버스 간 환승 시 환승 할인이 적용되며 시내버스 요금은 차감되지 않는다.

### GO 트랜싯
| 노선 | 노선            | 노선                | 종점             | 종점 | 종점                 | 경유지 | 기준일          | 비고 |
| ---- | --------------- | ------------------- | ---------------- | ---- | -------------------- | --- | --------------- | ---- |
| 65   | 뉴마켓 / 토론토 | Newmarket / Toronto | 이스트귈림버리역 | ↔    | 유니언역 버스 터미널 | - 토론토 방면: 오로라역 · 웰링턴 / 404번 · 유니언역 버스 터미널 - 이스트귈림버리 방면: 이스트귈림버리역                                                                                               | 2023년 6월 24일 |      |
| 65B  | 뉴마켓 / 토론토 | Newmarket / Toronto | 이스트귈림버리역 | →    | 유니언역 버스 터미널 | 유니언역 버스 터미널 | 2023년 6월 24일 |      |
| 65E  | 뉴마켓 / 토론토 | Newmarket / Toronto | 이스트귈림버리역 | ↔    | 유니언역 버스 터미널 | - 토론토 방면: 오로라역 · 킹시티역 · 메이플역 · 러더퍼드역 · 유니언역 버스 터미널 - 이스트귈림버리 방면: 이스트귈림버리역                                                                             | 2023년 6월 24일 |      |
| 68   | 배리 / 뉴마켓   | Barrie / Newmarket  | 배리 버스 터미널 | ↔    | 오로라역             | - 오로라 방면: 오로라역 - 배리 방면: 이스트귈림버리역 · 영 / 마운트앨버트 · 브래드퍼드역 · 배리 / 닥터스 · 영 / 킬라니비치 · 영 / 빅토리아 · 배리 사우스역 · 앨런데일 워터프론트역 · 배리 버스 터미널 | 2023년 6월 24일 |      |

### 요크 지역 교통국
| 노선        | 노선        | 노선        | 종점                                     | 종점 | 종점                         | 경유지 | 비고                                         |
| ----------- | ----------- | ----------- | ---------------------------------------- | ---- | ---------------------------- | --- | -------------------------------------------- |
| 비바 옐로우 | 비바 옐로우 | Viva Yellow | 뉴마켓 버스 터미널                       | ↔    | 데이비스 / 404번 환승 주차장 | 동쪽 뉴마켓역 사우스레이크 병원 데이비스 / 휴론하이츠 데이비스 / 레슬리 데이비스 / 404번 서쪽 뉴마켓역 데이비스 / 롱퍼드 뉴마켓 버스 터미널 | 평일 출퇴근 시간대에 운행                    |
| 50          | 퀸스웨이    | Queensway   | 하이 / 버크페퍼로 소방서 (하루 1회 운행) | ↔    | 뉴마켓 버스 터미널           | 남쪽 뉴마켓역 뉴마켓 버스 터미널 북쪽 뉴마켓역 레슬리 / 데이비스 레슬리 / 그린 레인 레슬리 / 마운트앨버트 레슬리 / 발모럴 퀸스웨이 / 레이븐슈 케스윅 시장 퀸스웨이 / 몰튼 메트로 / 올드홈스테드 메트로 / 우드바인 메트로 / 케네디 메트로 / 돌턴 하이 / 돌턴 하이 / 버크 48번 / 파크 (하루 1회 정차) 48번 / 웨이어스 (하루 1회 정차) 48번 / 레이크리지 (하루 1회 정차) 페퍼로 소방서 (하루 1회 정차) | 매일 상시 운행                               |
| 54          | 베이뷰      | Bayview     | 이스트귈림버리역                         | ↔    | 빅토리아 / 웰링턴            | 남쪽 뉴마켓역 베이뷰 / 멀록 베이뷰 / 세인트존스 베이뷰 / 웰링턴 오로라역 빅토리아 / 웰링턴 북쪽 뉴마켓역 이스트귈림버리역 | 월-토 상시 운행                              |
| 55          | 데이비스    | Davis       | 뉴마켓 버스 터미널                       | ↔    | 404 타운 센터                | 동쪽 뉴마켓역 데이비스 / 휴론하이츠 404 타운 센터 서쪽 뉴마켓역 어퍼캐나다 몰 (평일 주간에 정차) 뉴마켓 버스 터미널 | 평일 출퇴근 시간대를 제외하고 매일 상시 운행 |
| 55B         | 데이비스    | Davis       | 뉴마켓 버스 터미널                       | ↔    | 데이비스 / 404번 환승 주차장 | 동쪽 뉴마켓역 데이비스 / 휴론하이츠 레슬리 / 레슬리밸리 데이비스 / 404번 환승 주차장 서쪽 뉴마켓역 뉴마켓 버스 터미널 | 평일 출퇴근 시간대에 운행                    |

이 외에도 평일 오전 10시부터 오후 1시 45분까지, 또한 오후 7시부터 10시 45분까지, 주말 오전 8시부터 오후 10시 45분까지 뉴마켓역에서 인근 지역으로 수요 응답형 차량을 이용할 수 있다. 북쪽으로 그린 레인, 동쪽으로 404번 고속도로, 남쪽으로 세인트존스 사이드로드, 서쪽으로 배서스트 스트리트에 사는 주민들은 뉴마켓역을 오가는 수요 응답형 차량을 예약할 수 있다. 수요 응답형 차량을 이용하고자 하는 승객은 모빌리티 온 리퀘스트 (Mobility On-Request) 앱이나 요크 지역 교통 고객센터 1-844-667-5327을 통해 자신이 가고자 하는 주소를 지정한 후 예약할 수 있다. 요금은 일반 YRT 요금과 동일하며, 프레스토 카드, YRT 페이 앱, 트랜싯 (Transit) 앱, 신용카드, 체크카드, 현금을 통해 지불할 수 있다.

## 인접한 역
| 메트로링스 뉴마켓선                     | 메트로링스 뉴마켓선 | 메트로링스 뉴마켓선 |
| --------------------------------------- | ------------------- | ------------------- |
| 이스트귈림버리 앨런데일 워터프론트 방면 | GO 트랜싯 배리선    | 오로라 유니언 방면  |